# Vanessa van Dijk
Vanessa van Dijk (29 maart 1971) is een wielrenner uit Nederland.
Van Dijk begon met paardrijden, en reed op de Nederlandse kampioenschappen springen en dressuur, maar stapte noodgedwongen over toen haar paard moest worden afgemaakt. Ze kocht een racefiets, en ging voor het Utrechtse de Volharding. Ploegleider en bondscoach Piet Hoekstra zag haar rijden en nam haar mee op trainingskamp en leerde haar de tactiek van de koers.
In 1989 wint Van Dijk de Ronde van Thüringen. In 1990 wint ze twee etappes in de Tour de la CEE feminin, de vervanger van de Tour de France voor vrouwen.
In 1998 wordt Van Dijk tweede op het NK Mountainbike.